# Блажо Мартиновић
Блажо Мартиновић (Бајице, код Цетиња, 6. август 1920 — Вилића Гувно, код Прозора, 2. март 1943), учесник Народноослободилачке борбе и народни херој Југославије.

## Биографија
Рођен је 1920. године у селу Бајице, код Цетиња. Четири разреда основне школе завршио је у родном месту. До 1941. се бавио земљорадњом. Члан Савеза комунистичке омладине Југославије постао је 1938. године.
Учесник Народноослободилачке борбе је од 1941. године. Током Тринаестојулског устанка учествовао је у разоружавању италијанске посаде на Ловћену. Од априла 1942. био је пушкомитраљезац у Ловћенској партизанској чети.
Члан Комунистичке партије Југославије постао је 1942. године.
Као борац и руководилац у Четвртој пролетерској црногорској бригади учествовао је у свим њеним борбама до своје погибије. Погинуо је, као омладински руководилац Друге чете Другог батаљона бригаде, у борбама против немачких војника за одбрану рањеника на Вилића Гувну код Прозора 2. марта 1943. године.
Указом Президијума Народне скупштине Федеративне Народне Републике Југославије, 20. децембра 1951. године, проглашен је за народног хероја.